# Triméthyldiborane
Le triméthyldiborane est un composé organoboré de formule chimique CH3HBH2B(CH3)2. À température ambiante, il est à l'équilibre avec le méthyldiborane H2BH2BHCH3, le 1,1-diméthylborane H2BH2B(CH3)2, le 1,2-diméthyldiborane CH3HBH2BHCH3, le tétraméthyldiborane (CH3)2BH2B(CH3)2 et le triméthylborane B(CH3)3, de sorte qu'il est difficile de disposer de triméthyldiborane pur. Il se présente comme liquide pyrophorique dont le point de fusion est de −122,9 °C et le point d'ébullition de 45,5 °C.

## Histoire et préparation
Les méthylboranes ont été préparés pour la première fois dans les années 1930,.
Le tétraméthylplomb Pb(CH3)4 réagit avec le diborane à température ambiante dans le diméthoxyéthane pour donner une série de diboranes à substituants méthyle pour aboutir au triméthylborane mais avec du 1,1-diméthyldiborane H2BH2B(CH3)2 et du triméthyldiborane. Les autres produits sont l'hydrogène et le plomb.
La chromatographie en phase gazeuse peut être utilisée pour déterminer les proportions de boranes méthylés dans un mélange. La séquence d'extraction est la suivante : diborane, méthyldiborane, triméthylborane, 1,1-diméthyldiborane, 1,2-diméthyldiborane, triméthyldiborane et tétraméthyldiborane.
On peut également obtenir des méthyldiboranes en chauffant du triméthylborane en présence d'hydrogène. Le triméthylborane réagit avec les sels métalliques de borohydrure en présence de chlorure d'hydrogène HCl, de chlorure d'aluminium AlCl3 ou de trichlorure de bore BCl3. Il y a libération de méthane avec le borohydrure de sodium NaBH4, mais pas avec le borohydrure de lithium LiBH4. Le diméthylchloroborane BCl(CH3)2 et le méthyldichloroborane BCl2CH3 sont également des produits gazeux de ces réactions.
La réaction de Cp2Zr(CH3)2 avec du borane BH3 dissous dans le tétrahydrofurane (THF) conduit à l'insertion d'un groupe borohydro dans la liaison Zr–C et à la production de dérivés méthylés du diborane.

## Réactions
Le triméthylborane B(CH3)3 se dismute partiellement à température ambiante en quelques heures pour donner du tétraméthyldiborane (CH3)2BH2B(CH3)2 et du 1,2-diméthyldiborane CH3HBH2BHCH3. Il se forme également du 1,1-diméthyldiborane H2BH2B(CH3)2 au bout de quelques semaines, :
4 CH3HBH2B(CH3)2  {\displaystyle \rightleftharpoons }  3 (CH3)2BH2B(CH3)2 + H2BH2BH2 ;
2 CH3HBH2B(CH3)2 + H2BH2BH2  {\displaystyle \rightleftharpoons }  3 H2BH2B(CH3)2.
Le 1,2-diméthyldiborane s'hydrolyse en acides méthylboronique CH3B(OH)2 et diméthylboronique (CH3)2BOH.
Le triméthyldiborane réagit avec l'ammoniac liquide en formant des anions méthylborohydrure CH3BH3− et des cations (CH3)2B(N3)2+,.